# 市立绿森林街畔体育场
绿森林体育场（德語：Grünwalder Stadion），全称为市立绿森林大街体育场（德語：Städtisches Stadion an der Grünwalder Straße），座落于德国慕尼黑，是一座多用途体育设施。在1972年慕尼黑奥林匹克体育场建成之前，这里一直是德国球队拜仁慕尼黑及慕尼黑1860共用的主场。目前这里仍为拜仁慕尼黑二队及慕尼黑1860二队的主场。体育场的设计容量为44000人，现在只保留了10240个席位。它建成于1911年5月21日，首场比赛为慕尼黑1860对阵MTV慕尼黑，前者以4比0获胜。该体育场的最高上座率出现于1948年，在慕尼黑1860与纽伦堡的比赛中，共涌入58560名观众。